# Estación Parque Central (Metrocable de Caracas)
Estación Parque Central o Parque Central 1 es el nombre que recibe una de las 5 estaciones del tramo San Agustín - Parque Central del Metrocable de Caracas, se ubica en el casco central de la ciudad en el Municipio Libertador cerca de la estación de la Línea 4 del Metro de Caracas de Parque Central con la cual esta vinculada. Debe su nombre al complejo de edificios más alto de Caracas, y de Venezuela, Parque Central.
Sus obras iniciaron a finales de 2006 y concluyeron con su inauguración en el 2010. Cerca a la estación se encuentran importantes calles, sectores y edificios como la Avenida Bolívar, la Avenida Libertador, la Avenida Lecuna, el Parque Los Caobos, el Teatro Teresa Carreño, el Hotel Alba Caracas, el Museo de Arte Contemporáneo, entre otros.

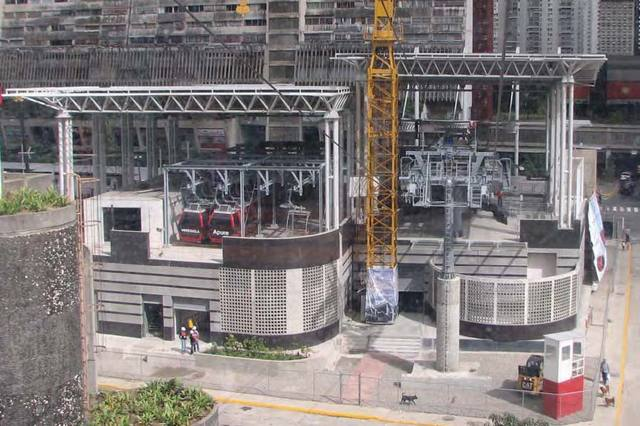
Vista de la Estación